# Ulla-Britt Boström
Ulla-Britt Boström-Karlsson, född 13 mars 1936 i Kyrkslätt, död 14 mars 2023 i Åbo, var en finlandssvensk skådespelare. Boström fick sin skådespelarexamen 1956 och hon jobbade med teater fram till år 1999 när hon gick till pension. Boström jobbade sista 20 åren av sin karriär på Åbo Svenska Teater. År 2019 var Boström sommarpratare i Yle Vega.

## Filmer
| År   | Film        | Roll                               |
| ---- | ----------- | ---------------------------------- |
| 1960 | I Italien   | Ceséra                             |
| 1961 | Nej         | Sophie, justitierådets brorsdotter |
| 1962 | Ordet       | Skräddar-Peters dotter             |
| 1977 | Juhani      | Maria                              |
| 1978 | Malenas jul |                                    |